# Новая Рачейка
Новая Рачейка — село в Сызранском районе Самарской области, административный центр сельского поселения Новая Рачейка.

## География
Находится на расстоянии примерно 9 километров по прямой на юго-запад от юго-западной окраины районного центра города Сызрань.

## История
Село основано предположительно в 1782 году переселенцами из Старой Рачейки, села Сызранского района.
Церковь построили в 1813 году.
В советское время работали колхозы «Заря», «Звезда», им. 21 января, им. Ленина.

## Население
Постоянное население составляло 792 человека (74 % русские) в 2002 году, 770 в 2010 году.

## Галерея

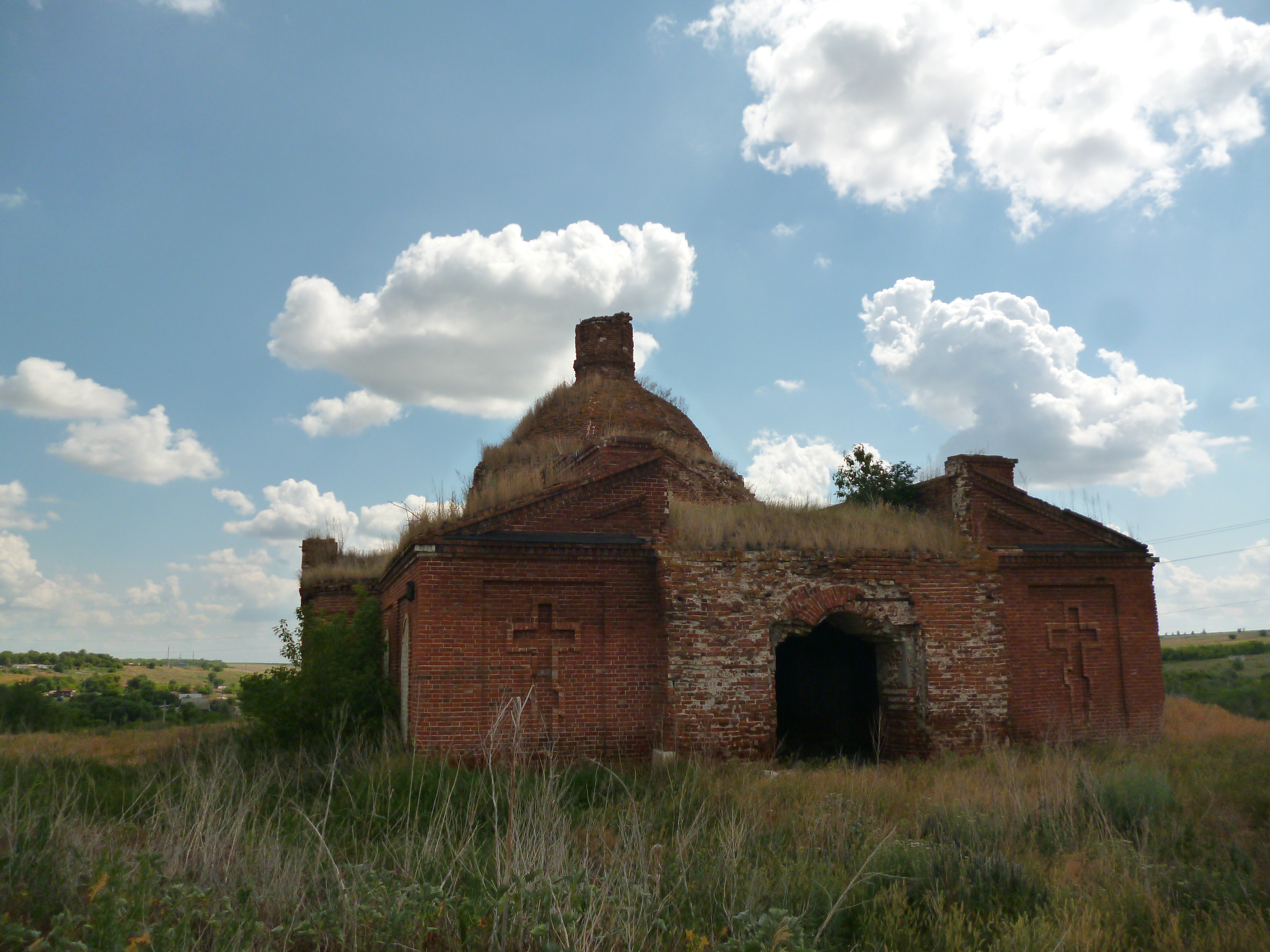
Приходская церковь. с. Новая Рачейка
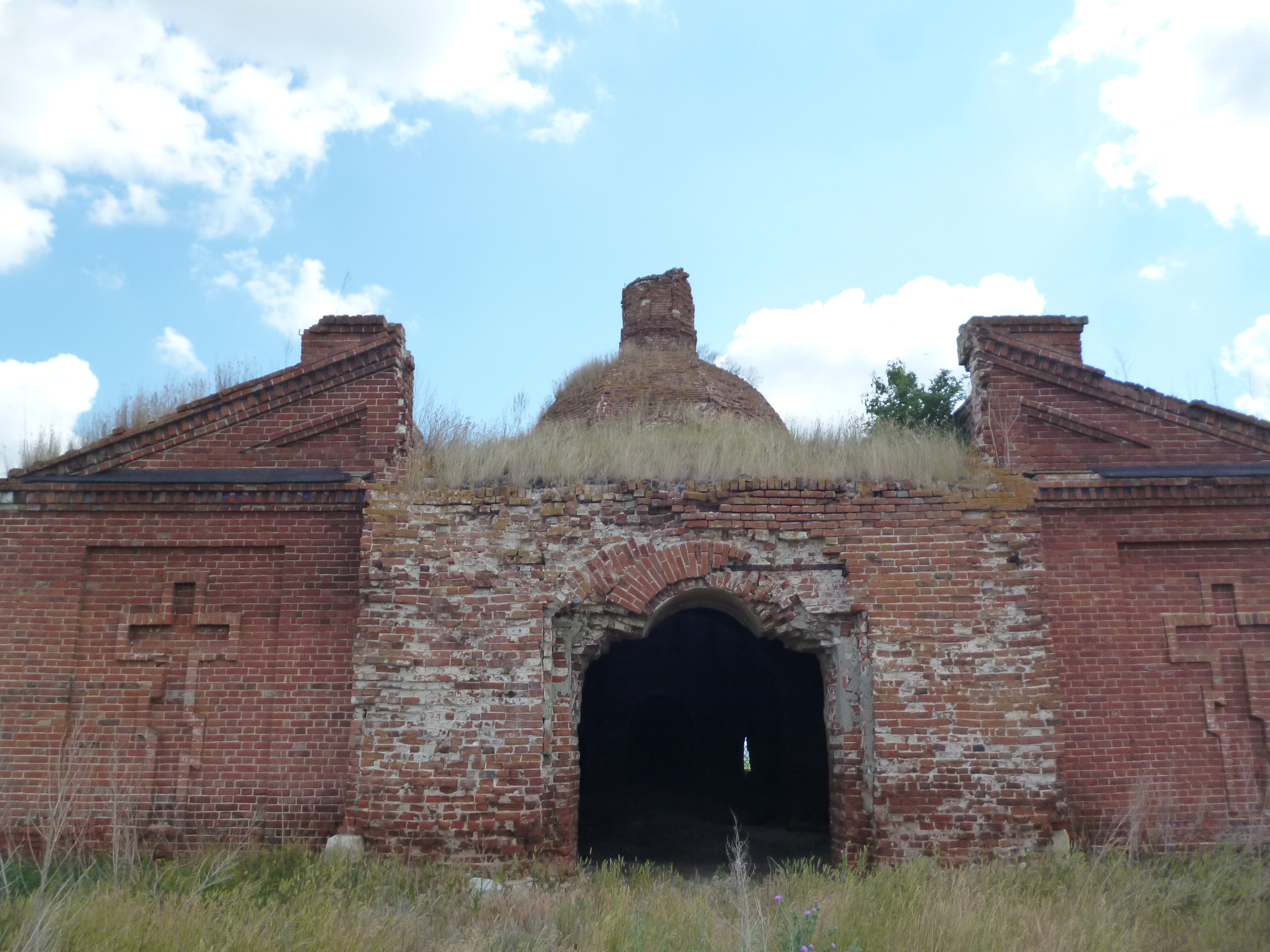
Вход в Приходскую церковь. с. Новая Рачейка.
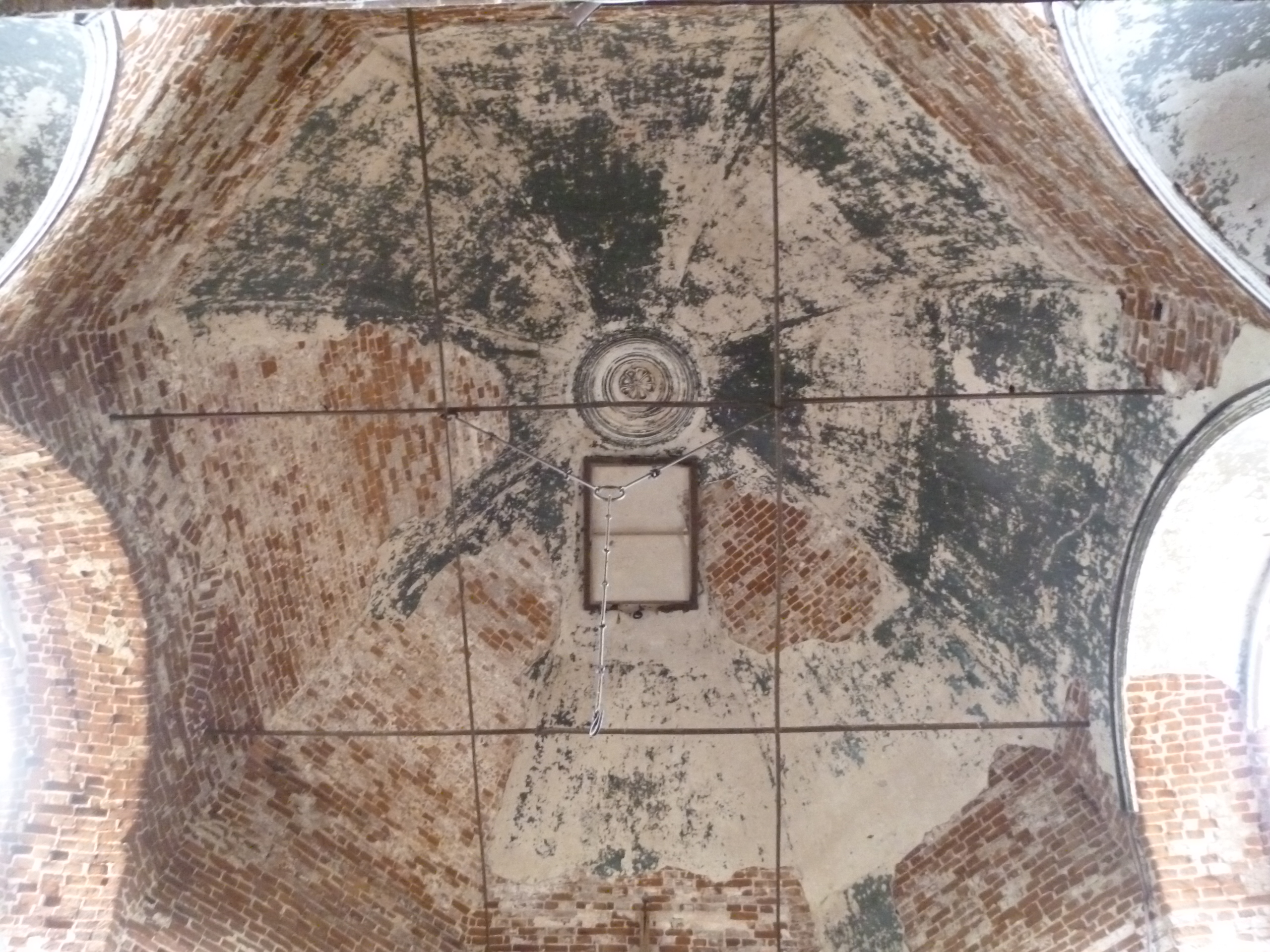
Фрески под куполом церкви.